# Кодирование Чёрча
Кодирование Чёрча ― способ представления при помощи лямбда-выражений данных, не являющихся функциями и переменными, например, натуральных чисел и других констант. Метод назван в честь Алонзо Чёрча, разработавшего лямбда-исчисление.
Поскольку в чистом (бестиповом) лямбда-исчислении, в отличие от многих формальных систем (где выделены в качестве термов, например, целые числа, булевы значения, пары), единственным примитивным типом являются функции, все остальные виды данных необходимо конструировать с использованием лямбда-выражений. Кодирование подразумевает соглашение о том, как определять те или иные примитивы; например, числа Чёрча — способ кодирования натуральных чисел, булеаны Чёрча — соглашение о кодировании логических значений, пары Чёрча — кодирование упорядоченных пар элементов, есть несколько способов закодировать списки.
Кодирование Чёрча, как правило, не используется для реализации примитивных типов данных в практических языках программирования из-за неэффективности, но при этом демонстрирует, что любые вычисления могут быть сведены исключительно к функциям и переменным в бестиповом лямбда-исчислении, а другие примитивные типы данных не обязательны.
В этой статье иногда используется сокращённая λ-нотация для абстракций, {\displaystyle \lambda xy.z\equiv \lambda x.\lambda y.z\equiv \lambda x.(\lambda y.z)}, а также стандартные комбинаторы {\displaystyle I\equiv \lambda x.x} и {\displaystyle K\equiv \lambda xy.x}.

## Пары Чёрча
Пары Чёрча — соглашение о кодировании упорядоченных пар, то есть наборов (кортежей) из двух элементов. Пара величин {\displaystyle x} и {\displaystyle y} представляется функцией, которая ожидает как свой единственный аргумент некую функцию {\displaystyle f}, и применяет её к обоим элементам пары, {\displaystyle x} и {\displaystyle y}:
{\displaystyle \operatorname {pair} \equiv \lambda xy.\lambda f.f\ x\ y}
Здесь {\displaystyle f} выступает в роли функции-продолжения, или функции-обработчика двух величин из пары.
Функции {\displaystyle \operatorname {first} } и {\displaystyle \operatorname {second} }, возвращающие соответственно первый и второй элемент пары, а также функция {\displaystyle \operatorname {swap} } (два варианта, для примера), меняющая местами два элемента пары, определяются как:
{\displaystyle \operatorname {first} \equiv \lambda p.p\ (\lambda xy.x)}
{\displaystyle \operatorname {second} \equiv \lambda p.p\ (\lambda xy.y)}
{\displaystyle \operatorname {swap} \equiv \lambda p.p\ (\lambda xy.\lambda f.f\ y\ x)}
{\displaystyle \operatorname {swap} \equiv \lambda p.\lambda f.p\ (\lambda xy.f\ y\ x)}

## Булеаны Чёрча
Булеаны Чёрча — представления булевых значений, то есть «истины» ({\displaystyle \top }) и «лжи» ({\displaystyle \bot }) как выбора первого и второго аргумента соответственно:
{\displaystyle \top \equiv \lambda a.\lambda b.a}
{\displaystyle \bot \equiv \lambda a.\lambda b.b}
Некоторые языки программирования, такие как Smalltalk и Pico, используют их в качестве модели реализации для булевой арифметики.
Такое определение позволяет использовать предикаты (функции, возвращающие логические значения) как условия в условных выражениях. Над {\displaystyle \top } и {\displaystyle \bot } могут быть реализованы стандартные логические операторы (конъюнкция, дизъюнкция, отрицание, исключающее «или»:
{\displaystyle (\wedge )\equiv \lambda p.\lambda q.p\ q\ \bot }
{\displaystyle (\vee )\equiv \lambda p.\lambda q.p\ \top \ q}
{\displaystyle \lnot \equiv \lambda p.p\bot \top =\lambda p.\lambda a.\lambda b.p\ b\ a}
{\displaystyle (\oplus )\equiv \lambda a.\lambda b.a\ (\lnot \ b)\ b}
Реализация тернарной условной операции:
{\displaystyle \operatorname {if} \equiv \lambda p.\lambda a.\lambda b.p\ a\ b}.
Предикаты — функции, возвращающие логическое значение — реализуются естественным образом, как функции возвращающие Булеаны как результат.

## Числа Чёрча
Число Чёрча, соответствующее натуральному числу {\displaystyle n}, определяется как функция от двух параметров {\displaystyle f} и {\displaystyle x}, последовательно применяющая {\displaystyle n} раз функцию {\displaystyle f} начиная с {\displaystyle x} — другими словами, число Чёрча отображает функцию {\displaystyle f} в её {\displaystyle n}-кратную само-композицию:
{\displaystyle n:f\mapsto f^{\circ n}}
{\displaystyle f^{\circ n}(x)=(\underbrace {f\circ f\circ \ldots \circ f} _{n{\text{ раз}}})\,(x)=\underbrace {f(f(\ldots (f} _{n{\text{ раз}}}\,(x))\ldots ))}
{\displaystyle 0\ f\ x} значит «не применять функцию {\displaystyle f} к {\displaystyle x} вообще», {\displaystyle 1\ f\ x} значит «применять функцию 1 раз», {\displaystyle 2\ f\ x} значит «применять функцию по цепочке 2 раза», и так далее:
| Число             | Определение нумерала                   | Лямбда-выражение                                           |
| ----------------- | -------------------------------------- | ---------------------------------------------------------- |
| {\displaystyle 0} | {\displaystyle 0\ f\ x=x}              | {\displaystyle 0\equiv \lambda f.\lambda x.x}              |
| {\displaystyle 1} | {\displaystyle 1\ f\ x=f\ x}           | {\displaystyle 1\equiv \lambda f.\lambda x.f\ x}           |
| {\displaystyle 2} | {\displaystyle 2\ f\ x=f\ (f\ x)}      | {\displaystyle 2\equiv \lambda f.\lambda x.f\ (f\ x)}      |
| {\displaystyle 3} | {\displaystyle 3\ f\ x=f\ (f\ (f\ x))} | {\displaystyle 3\equiv \lambda f.\lambda x.f\ (f\ (f\ x))} |
| ⋮                 | ⋮                                      | ⋮                                                          |
| {\displaystyle n} | {\displaystyle n\ f\ x=f^{\circ n}\ x} | {\displaystyle n\equiv \lambda f.\lambda x.f^{\circ n}\ x} |

### Вычисления над числами Чёрча
Арифметические операции над числами можно выразить в лямбда-исчислении как функции над числами Чёрча.
Операция сложения, отображая тождество {\displaystyle f^{\circ (m+n)}(x)=f^{\circ m}(f^{\circ n}(x))}, то есть {\displaystyle f^{\circ (m+n)}=f^{\circ m}\circ f^{\circ n}}, определяется как:
{\displaystyle (+)\equiv \lambda mn.\lambda fx.m\ f\ (n\ f\ x)}
Добавление единицы {\displaystyle \operatorname {succ} \equiv (+1)} выводится из сложения посредством {\displaystyle \beta }-редукции, полагая {\displaystyle m\ =\ 1}:
{\displaystyle \operatorname {succ} \equiv \lambda n.\lambda fx.f\ (n\ f\ x)}
Действительно, выполнить что-то на один раз больше значит выполнить это ещё один раз. Таково последующее число после любого данного числа. В частности, {\displaystyle \operatorname {succ} 0} и {\displaystyle 1} {\displaystyle \beta }-эквивалентны.
И наоборот, беря эту операцию за основу вместе с нулём, как в аксиомах Пеано, можно вывести операцию сложения из неё, повторяя её данное число раз, получая эквивалентное определение
{\displaystyle (+)\equiv \lambda mn.n\ \operatorname {succ} \ m\,}
Для умножения замечаем, что {\displaystyle (m\cdot n)}кратное повторение функции {\displaystyle f} это {\displaystyle m}-кратное повторение {\displaystyle n}-кратно повторенной функции {\displaystyle f}, {\displaystyle f^{\circ (m\cdot n)}=(f^{\circ n})^{\circ m}}:
{\displaystyle (\cdot )\equiv \lambda mn.\lambda fx.m\ (n\ f)\ x}
Возведение в степень {\displaystyle b^{n}} это умножение на {\displaystyle b}, повторенное {\displaystyle n} раз, {\displaystyle n\ b\ f\ x\ =\ b\ (b\ (b\ldots (b\ f)\ldots ))\ x\ }; а тетрация {\displaystyle ^{n}b} это повторное возведение в степень, {\displaystyle b\ b\ b\ \ldots \ b}:
{\displaystyle {\begin{aligned}\operatorname {exp} &\equiv \lambda bn.\lambda fx.n\ b\ f\ x\\\operatorname {tet} &\equiv \lambda bn.n\ (\lambda rb.r\ b\ b)\ 0\ b\end{aligned}}}
Значит для чисел Чёрча "энная степень" это просто {\displaystyle I}, т.е. само число, а "энная тетрация" это {\displaystyle \lambda n.n\ W\ 0}, где {\displaystyle W} это стандартный комбинатор удвоения аргумента, {\displaystyle Wxy=x\ y\ y}.
Число-предшественник выполняет данную ему функцию на один раз меньше, подменяя её первое применение функцией тождества, и используя её для всех последующих:
{\displaystyle \operatorname {pred} \equiv \lambda nfx.n\ (\lambda ri.i\ (r\ f))\ (\lambda f.x)\ I}
Для примера, {\displaystyle \operatorname {pred} 3\ f\ x=I\ (f\ (f\ ((\lambda f.x)\ f)))=f\ (f\ x)}.
Вычитание числа {\displaystyle n} достигается повторным вычитанием единицы, {\displaystyle n} раз:
{\displaystyle (-)\equiv \lambda mn.n\ \operatorname {pred} \ m}
Подобным образом могли бы быть определены также и
{\displaystyle {\begin{aligned}(\cdot )&\equiv \lambda mn.n\ ((+)\ m)\ 0\\\operatorname {exp} &\equiv \ \lambda bn.n\ ((\cdot )\ b)\ (\operatorname {succ} \ 0)\end{aligned}}}
Аналогично функции {\displaystyle \operatorname {pred} } определяются и другие функции, как например {\displaystyle \operatorname {half} }, вычисляющая целочисленное деление на 2, или факториал, {\displaystyle \operatorname {fact} }, а также и более эффективная версия вычитания,
{\displaystyle {\begin{aligned}\operatorname {half} &\equiv \lambda nfx.n\ (\lambda rij.i\ (r\ j\ i))\ (\lambda ji.x)\ I\ f\\\operatorname {fact} &\equiv \lambda nfx.n\ (\lambda ra.a\ (r\ (\operatorname {succ} \ a)))\ (\lambda a.f)\ 1\ x\end{aligned}}}
{\displaystyle {\begin{aligned}(-)\equiv \lambda mnfx.m\ &(\lambda rq.q\ r)\ (\lambda q.x)\\(n\ &(\lambda qr.r\ q)\ (\operatorname {Y} \ (\lambda qr.f\ (r\ q))))\end{aligned}}}
Примеры вычисления: {\displaystyle \operatorname {half} \ 5\ f\ x=I\ (f\ (I\ (f\ (I\ x))))} ; {\displaystyle \operatorname {fact} \ 3\ f\ x=1\ (2\ (3\ (K\ f\ 4)))\ x} ; {\displaystyle \operatorname {(-)} \ 6\ 3\ f\ x=f\ (2\ f\ x)}.

### Предикаты для чисел Чёрча
Предикат {\displaystyle \operatorname {isZero} }, возвращающий {\displaystyle \top }, если его аргумент является числом Чёрча {\displaystyle 0}, и {\displaystyle \bot } в ином случае, вводится таким образом:
{\displaystyle \operatorname {isZero} \equiv \lambda n.n\ (\lambda x.\bot )\ \top }
Предикат {\displaystyle (\leqslant )} над числами Чёрча, который проверяет, меньше или равен его первый аргумент второму:
{\displaystyle (\leqslant )\equiv \lambda m.\lambda n.\operatorname {isZero} \ ((-)\ m\ n)}
Из тождества {\displaystyle x=y\equiv (x\leqslant y\land y\leqslant x)} получается предикат проверки на равенство {\displaystyle (=)}:
{\displaystyle (=)\equiv \lambda m.\lambda n.(\wedge )\ ((\leqslant )\ m\ n)\ ((\leqslant )\ n\ m)}
Предикат «меньше» это
{\displaystyle (<)\equiv \lambda m.\lambda n.\lnot \ ((\leqslant )\ n\ m)}

### Числа по Скотту
Для сравнения, кодирование чисел по Скотту определено как
{\displaystyle 0\equiv \lambda xy.x}
{\displaystyle 1\equiv \lambda xy.y\ 0}
{\displaystyle \operatorname {succ} \equiv \lambda u.\lambda xy.y\ u}
{\displaystyle \operatorname {pred} \equiv \lambda n.n\ 0\ (\lambda u.u)}
{\displaystyle \operatorname {isZero} \equiv \lambda n.n\ \top \ (\lambda u.\bot )}
Кодировка Скотта для каждого алгебраического типа данных напрямую соответствует его определению. Натуральные числа по Пеано — это суммарный тип данных с двумя вариантами, 0 и не-0:
{\displaystyle {\text{Nat}}\ :=\ 0\mid S\,\ {\text{Nat}}}.
Соответственно, числo по Скотту это функция, ожидающaя две функции-обработчика, по числу вариантов.
Число по Скотту являет собой уже совершённое сопоставление с образцом, и вызывает соответствующую функцию-обработчик в соответствии с тем, является ли оно нулём или нет. В случае нуля дополнительных данных нет, так что это не функция а просто некая величина {\displaystyle x}, {\displaystyle 0=\lambda xy.x}. В случае же не-нулевого числа, дополнительным данным явлается его предшествующее число, например {\displaystyle 1=\lambda xy.y\ 0}.
В то время как в кодировке Чёрча {\displaystyle 2\ f\ x=f\ (f\ x)}, в кодировке Скотта {\displaystyle 2\ x\ f=f\ 1}, {\displaystyle 1\ x\ f=f\ 0}, и {\displaystyle 0\ x\ f=x}. Соответственно и функции перевода в другой тип тоже разнятся,
{\displaystyle \operatorname {fromChurch} \equiv \lambda sz.\lambda n.n\ s\ z}
{\displaystyle \operatorname {fromScott} s\ z=\lambda n.n\ z\ (\lambda u.s\ (\operatorname {fromScott} s\ z\ u))}
Как видим, определение перевода чисел Скотта рекурсивно, и требует использования оператора неподвижной точки, или соответственного переопределения с использованием само-применения, «вручную»:
{\displaystyle \operatorname {fromScott} \equiv \lambda sz.(\lambda g.g\ g)\ (\lambda gn.n\ z\ (\lambda u.s\ (g\ g\ u)))}
Сложение определяется через повторение операции {\displaystyle \operatorname {succ} }, с использованием явной рекурсии:
{\displaystyle (+)\ m\ n=m\ n\ (\lambda u.\operatorname {succ} \ ((+)\ u\ n))}
{\displaystyle (+)\equiv \lambda mn.(\lambda g.g\ g\ m)\ (\lambda gm.m\ n\ (\lambda u.\operatorname {succ} \ (g\ g\ u)))}
Так же с использованием явной рекурсии приходится определять и все остальные операции над числами Скотта:  
{\displaystyle {\begin{aligned}(\cdot )\equiv \ &\lambda mn.n\ 0\ (\lambda v.(\lambda g.g\ g\ m)\ (\lambda gm.m\ 0\ (\lambda u.(+)\ n\ (g\ g\ u))))\\\operatorname {exp} \equiv \ &\lambda mn.n\ 1\ (\lambda v.m\ 0\ (\lambda u.(\lambda g.g\ g\ v)\ (\lambda gv.(\cdot )\ m\ (v\ 1\ (g\ g))))))\end{aligned}}}
Зато операция вычитания (и следовательно деления) в целом более проста чем в кодировании Чёрча, благодаря простоте операции {\displaystyle \operatorname {pred} } для чисел Скотта. Аналогично и предикаты равенства и «меньше чем» гораздо проще (в смысле сложности вычислений):
{\displaystyle {\begin{aligned}(-)\equiv \ &(\lambda g.g\ g)\ (\lambda gmn.m\ 0\ (\lambda u.n\ m\ (\lambda v.g\ g\ u\ v)))\\(\leqslant )\equiv \ &(\lambda g.g\ g)\ (\lambda gmn.m\ \top \ (\lambda u.n\ \bot \ (\lambda v.g\ g\ u\ v)))\\(=)\equiv \ &(\lambda g.g\ g)\ (\lambda gmn.m\ (\operatorname {isZero} n)\ (\lambda u.n\ \bot \ (\lambda v.g\ g\ u\ v)))\\(<)\equiv \ &(\lambda g.g\ g)\ (\lambda gmn.m\ (\lnot \ (\operatorname {isZero} n))\ (\lambda u.n\ \bot \ (\lambda v.g\ g\ u\ v)))\end{aligned}}}

## Списки
Неизменяемый список из упорядоченных элементов может быть закодирован одним из следующих способов: через создание каждого элемента списка из двух пар, через создание каждого элемента списка из одной пары, через функцию свёртки справа, с использованием кодирования Скотта.

### Представление в виде двух пар
При представлении в виде пары первый элемент содержит первый элемент списка, а второй — «хвост» списка, содержащий все остальные элементы. Поскольку таким способом не может быть выражен пустой список, то используется дополнительная обёртка — первый элемент указывает, является ли список пустым, а второй элемент содержит пару из первого элемента списка и хвоста списка.
Базовые операции со списками в этой схеме кодирования можно выразить следующим образом:
{\displaystyle \operatorname {nil} \equiv \operatorname {pair} \top \ \top \ } — пустой список;
{\displaystyle \operatorname {isnil} \equiv \operatorname {first} \ } — возвращает первый элемент пары, который и означает, является ли список пустым;
{\displaystyle \operatorname {cons} \equiv \lambda h.\lambda t.\operatorname {pair} \bot \,(\operatorname {pair} h\ t)\ } — конструирует новый непустой список из первого элемента (головы списка) {\displaystyle h} и хвоста {\displaystyle t};
{\displaystyle \operatorname {head} \equiv \lambda z.\operatorname {first} \ (\operatorname {second} z)\ } — первый элемент пары во втором элементе — голова списка;
{\displaystyle \operatorname {tail} \equiv \lambda z.\operatorname {second} \ (\operatorname {second} z)\ } — второй элемент пары во втором элементе — хвост списка.
Используя эти функции можно определить остальные необходимые операции для списков, например, определение длины можно записать как:
{\displaystyle \operatorname {length} \ l=\operatorname {if} \ (\operatorname {isnil} l)\ 0\ (\operatorname {succ} \ (\operatorname {length} \ (\operatorname {tail} \ l)))}
хотя оно рекурсивно, что недопустимо в лямбда исчислении и требует дальнейшего применения комбинатора неподвижной точки. Возможно и более непосредственное определение, как
{\displaystyle \operatorname {length} \equiv (\lambda g.g\ g)\ (\lambda gl.l\ (\lambda xy.x\ 0\ (\operatorname {succ} \ (g\ g\ \ (\operatorname {second} \ y)))))}
В пустом списке доступ ко второму элементу никогда не применяется, поскольку к нему не применимы понятия головы и хвоста списка.

### Представление в виде одной пары
В качестве альтернативы списки можно определить следующим образом ({\displaystyle \bot } здесь соответствует пустому списку, непустые задаются парой головы и хвоста):
{\displaystyle {\begin{aligned}\operatorname {cons} &\equiv \operatorname {pair} \,\,\,\,=\ \lambda htc.c\ h\ t\\\operatorname {head} &\equiv \operatorname {first} \,\,\,\,=\ \lambda l.l\ (\lambda ht.h)\\\operatorname {tail} &\equiv \operatorname {second} \,\,\,\,=\ \lambda l.l\ (\lambda ht.t)\\\operatorname {nil} &\equiv \lambda ab.b\\\operatorname {isnil} &\equiv \lambda l.l\,(\lambda htz.\operatorname {\bot } )\,\top \\\operatorname {length} &\equiv (\lambda g.g\ g)\ (\lambda gl.l\ (\lambda htz.\operatorname {succ} \ (g\ g\ t))\ 0)\,\,\,\,=\ \operatorname {foldr} \ (\lambda h.\operatorname {succ} )\ 0\\\operatorname {map} &\equiv \lambda f.(\lambda g.g\ g)\ (\lambda gl.l\ (\lambda htz.\operatorname {cons} \ (f\ h)\ (g\ g\ t))\ \operatorname {nil} )\,\,\,\,=\ \lambda f.\operatorname {foldr} \ (\operatorname {cons} \circ f)\ \operatorname {nil} \\\operatorname {foldr} &\equiv \lambda cn.(\lambda g.g\ g)\ (\lambda gl.l\ (\lambda htz.c\ h\ (g\ g\ t))\ n)\end{aligned}}}
Здесь предикат {\displaystyle \operatorname {isnil} } вызывает функцию-представление списка {\displaystyle l} с функцией продолжения, в качестве первого аргумента, которая получает два аргумента {\displaystyle h} и {\displaystyle t}, голову и хвост списка, в случае если список не пуст; и со значением {\displaystyle \top } в качестве второго аргумента, которое будет возвращено, если список {\displaystyle l} пустой. Этот выбор уже произведен в момент создания значения {\displaystyle l}. 
Обобщенный образец обработки таких списков это {\displaystyle \lambda l.(\lambda htz.\langle {\text{head-and-tail-clause}}\rangle \ )\ \langle {\text{nil-clause}}\rangle }. Соответственно, лучше определять
{\displaystyle {\begin{aligned}\operatorname {head} &\equiv \lambda l.l\ (\lambda htz.h)\ \operatorname {nil} \\\operatorname {tail} &\equiv \lambda l.l\ (\lambda htz.t)\ \operatorname {nil} \end{aligned}}}
для большей надежности.

### Списки по Чёрчу
В качестве альтернативы кодированию с использованием пар, кодировка Чёрча отождествляет список с функцией которая осуществляет его свёртку справа. Например, список из трёх элементов {\displaystyle x}, {\displaystyle y} и {\displaystyle z} представляется функцией {\displaystyle (\lambda c.\lambda n.\ \ldots \ )}, которая ожидает комбинирующую функцию {\displaystyle c} и значение {\displaystyle n}, и возвращает значение свёртки {\displaystyle c\ x\ (c\ y\ (c\ z\ n))}:
{\displaystyle {\begin{aligned}\operatorname {cons} &\equiv \lambda ht.\lambda cn.c\ h\ (t\ c\ n)\\\operatorname {nil} &\equiv \lambda cn.n\\\operatorname {isnil} &\equiv \lambda l.l\ (\lambda hr.\bot )\ \top \\\operatorname {head} &\equiv \lambda l.l\ (\lambda hr.h)\ \operatorname {nil} \\\operatorname {tail} &\equiv \lambda l.\lambda cn.l\ (\lambda hrg.g\ h\ (r\ c))\ (\lambda c.n)\ (\lambda hr.r)\end{aligned}}}
Здесь используются мнемонические имена переменных {\displaystyle h} для {\displaystyle head} (голова списка), {\displaystyle t} для {\displaystyle tail} (хвост списка), и {\displaystyle r} для рекурсивного результата свертки хвоста списка.
Таким образом, {\displaystyle \operatorname {head} \operatorname {nil} \equiv \operatorname {nil} } и {\displaystyle \operatorname {tail} \operatorname {nil} \equiv \operatorname {nil} }. Функция {\displaystyle \operatorname {tail} } определена таким же путём что и функция {\displaystyle \operatorname {pred} } для чисел Чёрча — передачей комбинирующей функции вперёд по цепочке после её одноразовой замены в самом начале на функцию пропускающую самый первый элемент (и соотвестственно, одноразовой замены данной функции {\displaystyle f} на функцию тождества в случае чисел Чёрча, для выполнения операции {\displaystyle f} на один раз меньше).
Легко определяются добавочные функции, как например:
{\displaystyle {\begin{aligned}\operatorname {singleton} &\equiv \lambda h.\lambda cn.c\ h\ n\\\operatorname {length} &\equiv \lambda l.l\ (\lambda hr.\operatorname {succ} \ r)\ 0\ \,\,\,=\operatorname {foldr} \ (\lambda h.\operatorname {succ} )\ 0\\\operatorname {toChurchNum} &\equiv \lambda lfx.l\ (\lambda h.f)\ x\\\operatorname {foldr} &\equiv \lambda cnl.l\ c\ n\\\operatorname {foldEndo} &\equiv \lambda l.l\ (\lambda h.h)\ \,\,\,=\operatorname {foldMapEndo} \ (\lambda h.h)\\\operatorname {foldMapEndo} &\equiv \lambda fl.l\ f\ \,\,\,\,\,\,\,\,\,=\lambda flx.\operatorname {foldr} \ f\ x\ l\\\operatorname {map} &\equiv \lambda fl.\lambda cn.l\ (\lambda h.c\ (f\ h))\ n\ \,\,\,=\lambda flc.l\ (c\circ f)\ =\lambda flcn.\operatorname {foldr} \ (c\circ f)\ n\ l\\\operatorname {filter} &\equiv \lambda pl.\lambda cn.l\ (\lambda h.p\ h\ (c\ h)\ (\lambda r.r))\ n\end{aligned}}}
Итак списки Чёрча — это функции свёртки, и операция {\displaystyle \operatorname {fold} } это тождественная функция ({\displaystyle \operatorname {foldEndo} } свёртывает список составленный из эндофункций). Числа же по Чёрчу (как видно и из определения {\displaystyle \operatorname {toChurchNum} }) — это свертка справа унарного представления натуральных чисел, то есть списка из неразличимых, неинтересных элементов, длиной равной величине числа. Поэтому {\displaystyle \operatorname {pred} } соответствует функции {\displaystyle \operatorname {tail} }, а {\displaystyle \operatorname {succ} } соответствует {\displaystyle \operatorname {cons} }, с исключением аргумента {\displaystyle h} в обоих случаях.

### Списки по Скотту
Ещё одним альтернативным представлением является представление списков через кодирование Скотта, которое использует идеи продолжения и сопоставления с образцом, и может привести к упрощению программного кода, а может и к усложнению.
Списки — это суммарный тип данных с двумя вариантами. В соответствии с общими принципами кодировки Скотта, каждый список представлен функцией которая ожидает два аргумента, две функции-получателя соответствующие этим двум вариантам: одна для варианта пустого списка и другая для непустого. Функция для непустого варианта получит головной элемент и хвост, а для пустого никаких данных нет, так что это не функция а просто величина:
{\displaystyle {\begin{aligned}\operatorname {cons} &\equiv \lambda ht.\lambda nc.c\ h\ t\\\operatorname {nil} &\equiv \lambda nc.n\\\operatorname {isnil} &\equiv \lambda l.l\ \top \ (\lambda ht.\operatorname {\bot } )\\\operatorname {head} &\equiv \lambda l.l\ \operatorname {nil} \ (\lambda ht.h)\\\operatorname {tail} &\equiv \lambda l.l\ \operatorname {nil} \ (\lambda ht.t)\end{aligned}}}
Таким образом каждая величина в кодировке Скотта представляет собой результат уже произведённого сопоставления с образцами соответствующего типа данных. Например, величина {\displaystyle cons\ 1\ nil=\lambda nc.c\ 1\ nil} заключает в себе уже произведённый выбор варианта — получив {\displaystyle n} и {\displaystyle c}, она проигнорирует {\displaystyle n} и вызовет {\displaystyle c} с соответствующими данными, {\displaystyle 1} и {\displaystyle nil}.
Как числа по Чёрчу соответствуют спискам по Чёрчу с игнорированием их элементов, так же и для кодировок Скотта.
В отличие от кодирования Чёрча, которое, будучи сверткой, уже содержит в себе рекурсию для рекурсивных типов, кодирование Скотта игнорирует рекурсивность и представляет любые типы с одинаковым подходом, просто отображая их внешнюю структуру. Поэтому в отличие от списков Чёрча где мы просто передаём списку новую функцию свёртки и всю работу выполняет он сам, рекурсивные функции для списков Скотта проходится кодировать с явной рекурсией:
{\displaystyle {\begin{aligned}\operatorname {foldr} &\equiv \lambda cnl.(\lambda g.g\ g\ l)\ (\lambda gl.l\ n\ (\lambda ht.c\ h\ (g\ g\ t)))\\\operatorname {length} &\equiv \operatorname {foldr} \ (\lambda h.\operatorname {succ} )\ 0\\\operatorname {toChurchNum} &\equiv \lambda lfx.\operatorname {foldr} \ (\lambda h.f)\ x\ l\\\operatorname {map} &\equiv \lambda flnc.\operatorname {foldr} \ (\lambda hr.c\ (f\ h)\ r)\ n\ l\\\operatorname {filter} &\equiv \lambda plnc.\operatorname {foldr} \ (\lambda h.p\ h\ (c\ h)\ (\lambda r.r))\ n\ l\end{aligned}}}